# Gerichtsbezirk Hartberg
Der Gerichtsbezirk Hartberg war bis 30. Juni 2013 ein Gerichtsbezirk im Bundesland Steiermark. Er umfasste seit 1976 den gesamten politischen Bezirk Hartberg, der seit 1. Jänner 2013 Teil des Bezirkes Hartberg-Fürstenfeld ist.

## Geschichte
Der Gerichtsbezirk Hartberg wurde durch eine 1849 beschlossene Kundmachung der Landes-Gerichts-Einführungs-Kommission geschaffen und umfasste ursprünglich die 51 Gemeinden Blaindorf, Buch, Dienersdorf, Ebersdorf, Eggendorf, Erdwegen, Flattendorf, Geißeldorf, Grafendorf, Gräflerviertl, Großhart, Haberstorf, Hartberg, Hartl, Hohenbruck, Hopfau, Kaibing, Kaindorf, Kopfing, Lafnitz, Leitersdorf, Lemberg, Limbach, Löffelbach, Mitterdambach, Neudau, Neustift, Oberlungitz, Oberrohr, Obersaifen, Penzendorf, Ring, Rohrbach (an der Lafnitz), Rohrbach (bei Sebersdorf), Safenau, Schildbach, Schölbing, Sebersdorf, Seibersdorf, St. Johann, Stambach, Staudach, Unterlungitz, Unterrohr, Wagenbach, Wagenberg, Wagendorf, Waltersdorf, Weinberg, Wenireith und Wörth.
Der Gerichtsbezirk Hartberg bildete im Zuge der Trennung der politischen von der judikativen Verwaltung
ab 1868 gemeinsam mit den Gerichtsbezirken Vorau, Friedberg und Pöllau den Bezirk Hartberg.
Nach und nach reduzierte sich die Anzahl der Gemeinden im Gerichtsbezirk Hartberg durch Gemeindezusammenlegungen von ursprünglich 51 auf zuletzt 22 Gemeinden Bad Waltersdorf, Blaindorf, Buch-St. Magdalena, Dienersdorf, Ebersdorf, Grafendorf bei Hartberg, Greinbach, Großhart, Hartberg, Hartberg Umgebung, Hartl, Kaibing, Kaindorf, Lafnitz, Limbach bei Neudau, Neudau, Rohr bei Hartberg, Rohrbach an der Lafnitz, St. Johann in der Haide, Sebersdorf, Stambach Wörth an der Lafnitz.
Nachdem die Bundesregierung per Verordnung die Auflösung der Gerichtsbezirke Vorau, Friedberg und Pöllau beschlossen hatte, wurde per 1. Oktober 1976 der Gerichtsbezirk Hartberg auf den gesamten politischen Bezirk Hartberg ausgedehnt.
Der Gerichtsbezirk Hartberg übernahm dadurch die Gemeinden Dechantskirchen, Friedberg, Pinggau, St. Lorenzen am Wechsel, Schäffern und Schlag bei Thalberg vom Gerichtsbezirk Friedberg, die Gemeinden Hofkirchen bei Hartberg, Pöllau, Pöllauberg, Rabenwald, Saifen-Boden, St. Johann bei Herberstein, Schönegg bei Pöllau, Siegersdorf bei Herberstein, Sonnhofen, Stubenberg und Tiefenbach bei Kaindorf vom Gerichtsbezirk Pöllau

und die Gemeinden Eichberg, Mönichwald, Puchegg, Riegersberg, St. Jakob im Walde, Schachen bei Vorau, Vorau, Vornholz, Waldbach und Wenigzell vom Gerichtsbezirk Vorau.
Bis 30. Juni 2013 unterstand der Gerichtsbezirk dem Bezirksgericht Hartberg.
Am 1. Juli 2013 wurde der Gerichtsbezirk aufgelöst und die Gemeinden wurden dem Gerichtsbezirk Fürstenfeld zugewiesen.

## Gerichtssprengel
Der Gerichtssprengel umfasste mit den 49 Gemeinden (Stand 30. Juni 2013) Bad Waltersdorf, Blaindorf, Buch-St. Magdalena, Dechantskirchen, Dienersdorf, Ebersdorf, Eichberg, Friedberg, Grafendorf bei Hartberg, Greinbach, Großhart, Hartberg, Hartberg Umgebung, Hartl, Hofkirchen bei Hartberg, Kaibing, Kaindorf, Lafnitz, Limbach bei Neudau, Mönichwald, Neudau, Pinggau, Pöllau, Pöllauberg, Puchegg, Rabenwald, Riegersberg, Rohr bei Hartberg, Rohrbach an der Lafnitz, Saifen-Boden, Sankt Jakob im Walde, Sankt Johann bei Herberstein, Sankt Johann in der Haide, Sankt Lorenzen am Wechsel, Schachen bei Vorau, Schäffern, Schlag bei Thalberg, Schönegg bei Pöllau, Sebersdorf, Siegersdorf bei Herberstein, Sonnhofen, Stambach, Stubenberg, Tiefenbach bei Kaindorf, Vorau, Vornholz, Waldbach, Wenigzell und Wörth an der Lafnitz den gesamten politischen Bezirk Hartberg, wie er bis 2012 bestand.